# Clandonald

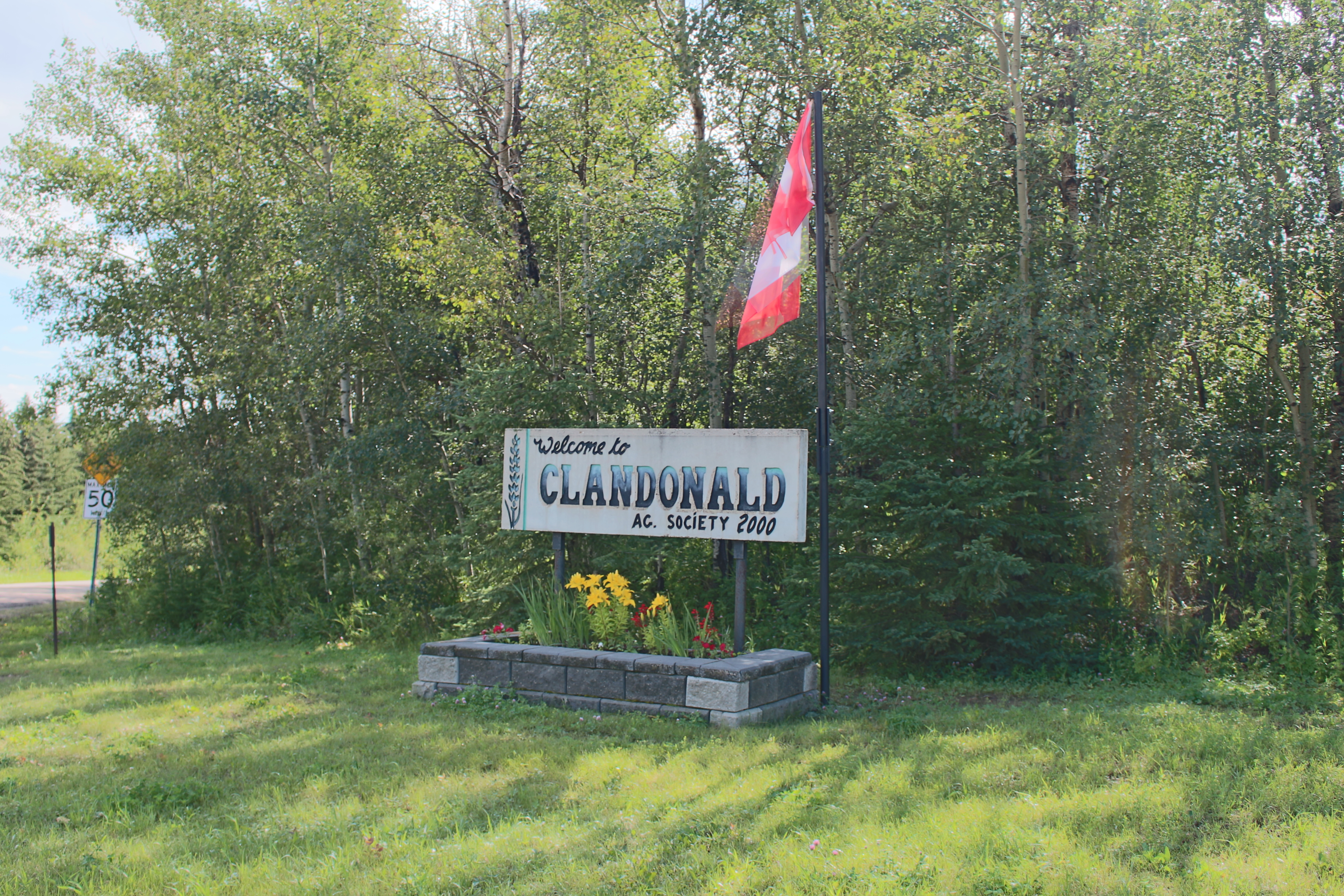
Panneau de bienvenue du village de Clandonald, dans le comté de Vermilion River, en Alberta, au Canada. Prises de vue en 2016 par Jonathan Koch / RPAP.

Clandonald est un hameau (hamlet) du Comté de Vermilion River, situé dans la province canadienne d'Alberta.

## Démographie
En tant que localité désignée dans le recensement de 2011, Clandonald a une population de 109 habitants dans 46 de ses 55 logements, soit une variation de -12.1% par rapport à la population de 2006. Avec une superficie de 0,497 0 km2, le hameau possède une densité de population de 219,315 9 hab/km2 en 2011.
Concernant le recensement de 2006, Clandonald abritait 124 habitants dans 47 de ses 52 logements. Avec une superficie de 0,497 0 km2, le hameau possédait une densité de population de 249,5 hab/km2 en 2006.